# Mimela suspecta
Mimela suspecta är en skalbaggsart som beskrevs av Miyake 1994. Mimela suspecta ingår i släktet Mimela och familjen Rutelidae. Inga underarter finns listade i Catalogue of Life.